# João Oliveira (polityk)
João Guilherme Ramos Rosa de Oliveira (ur. 9 lipca 1979 w Évorze) – portugalski polityk i prawnik, poseł do Zgromadzenia Republiki, deputowany do Parlamentu Europejskiego X kadencji.

## Życiorys
Absolwent prawa na Uniwersytecie w Coimbrze. Uzyskał uprawnienia adwokata, był członkiem senatu macierzystej uczelni. Dołączył do Portugalskiej Partii Komunistycznej, wszedł w skład jej komitetu politycznego w ramach komitetu centralnego. Został radnym parafii Horta das Figueiras w Évorze. W 2005 po raz pierwszy został wybrany w skład Zgromadzenia Republiki. Czterokrotnie z powodzeniem ubiegał się o reelekcję (w 2009, 2011, 2015 i 2019), zasiadając w portugalskim parlamencie do 2022. W latach 2013–2022 przewodniczył frakcji deputowanych PCP. W 2024 uzyskał mandat posła do Europarlamentu X kadencji.